# Stictonectes samai
Stictonectes samai är en skalbaggsart som beskrevs av Schizzerotto 1988. Stictonectes samai ingår i släktet Stictonectes och familjen dykare. Inga underarter finns listade i Catalogue of Life.